# Betongelenk

Betongelenk

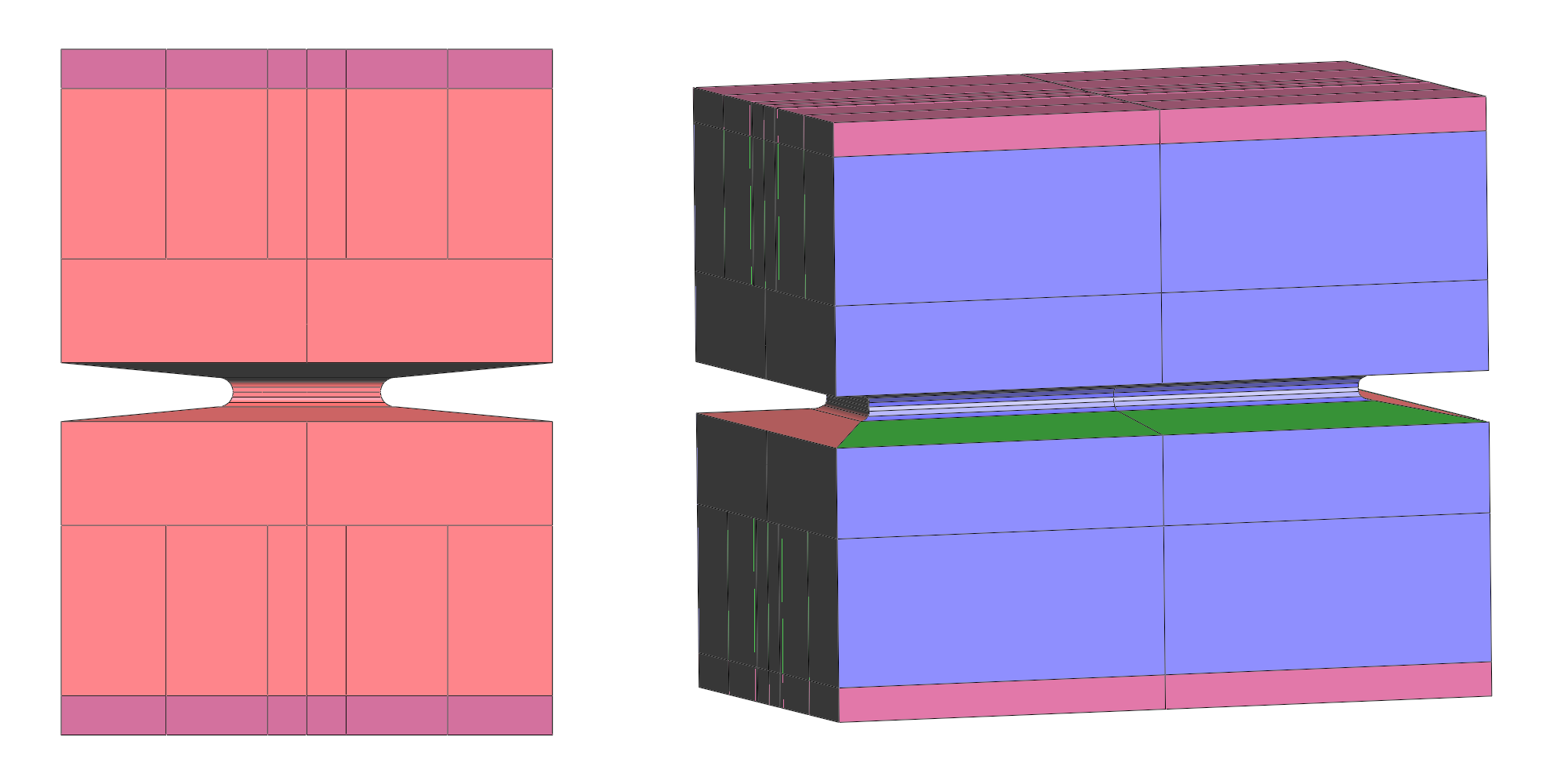
Betongelenk mit Stirnseitenkerben

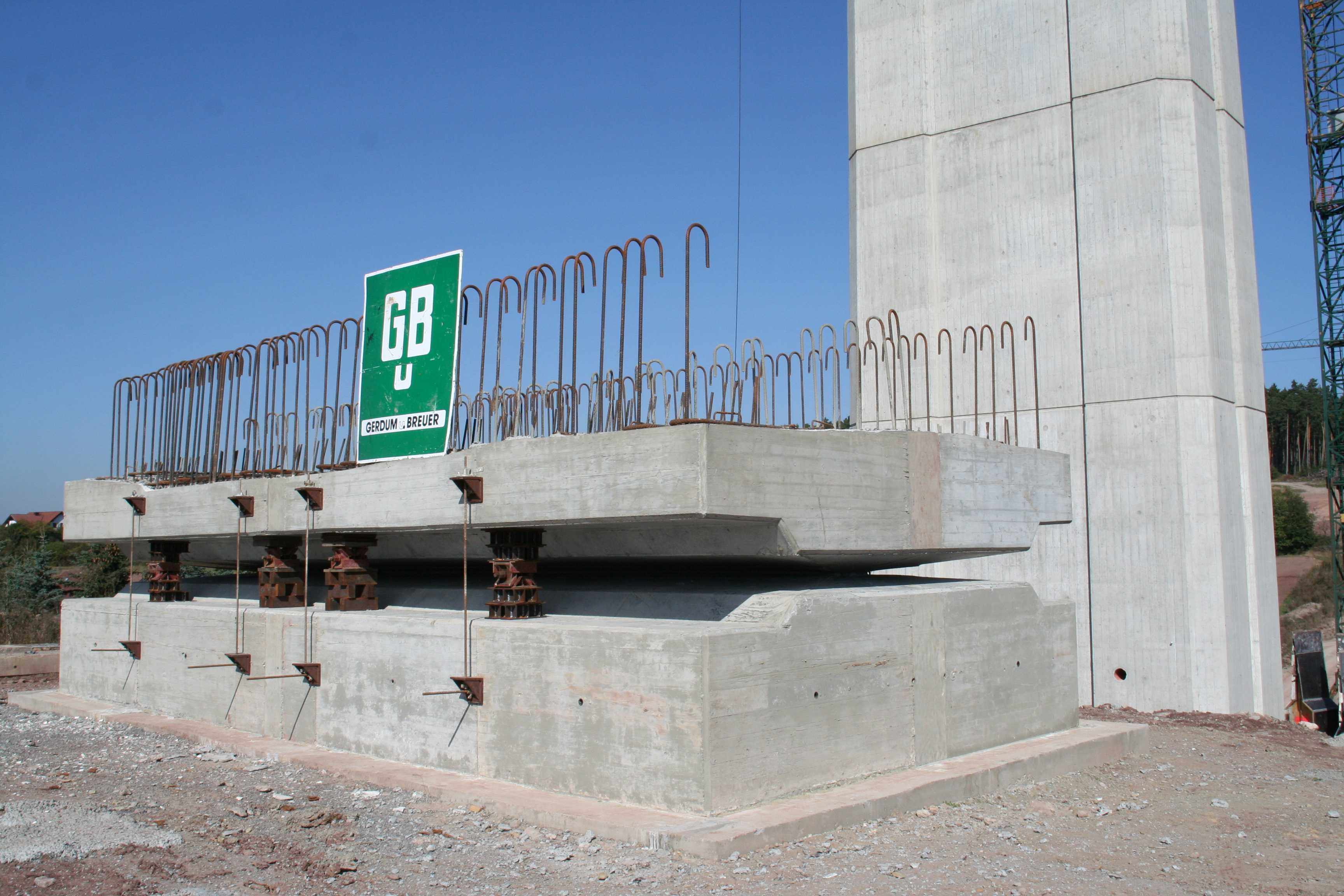
Probekörper eines Betongelenks bei der Talbrücke Weißenbrunn

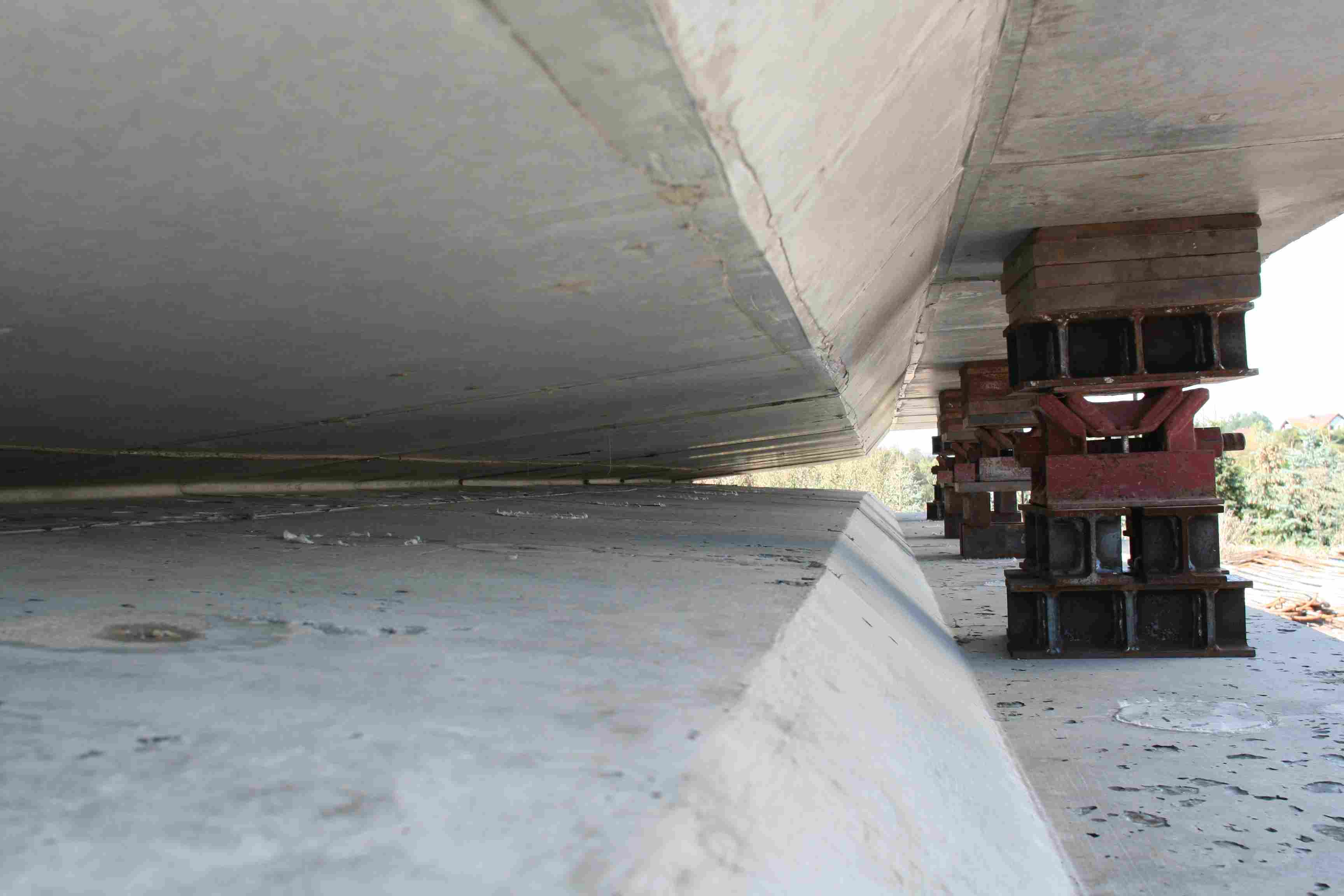
Gelenkhals des Probekörpers

Ein Betongelenk ist ein Festkörpergelenk bzw. ein Fließgelenk aus (Stahl-)Beton, es umfasst den Bereich der Einschnürung eines (Stahl-)betonquerschnittes, die eine Verdrehung ohne nennenswerte Biegebeanspruchung zulässt. Diese für Betonquerschnitte hohe Verdrehbarkeit resultiert einerseits aufgrund der kontrollierten Zugrissbildung, anderseits auch aufgrund von Kriechen. Es wird insbesondere im Brückenbau als monolithische, einfache und preiswerte Alternative zu einem unverschieblichen Linienkipplager verwendet.
Die Kontaktstellen in den Längsfugen von Tübbings werden auch als Betongelenke betrachtet.
Ein Betongelenk besteht aus dem Einschnürungsbereich (Gelenkhals) und den angrenzenden Verteilbereichen (Gelenkköpfe).

## Geschichte und heutige Regelwerke
Betongelenke erfand Freyssinet. Leonhardt formulierte in den 1960er Jahren Bemessungsrichtlinien, die bis heute angewendet werden. Janßen führte ihre Anwendung im Tunnelbau ein. Gladwell entwickelte ein weiteres Bemessungsmodell, das eine steifere Vorhersage für die Verformungen macht als das Leonhardt/Janßen-Modell. Marx und Schacht übertrugen Leonhardts Regelwerke erstmals in das semipropabilistische Sicherheitskonzept. Schlappal, Kalliauer und Koautoren erbrachten erstmals Gebrauchstauglichkeits- wie auch Tragfähigkeitsnachweise. Das Tragverhalten mit einem mechanisch konsistenten Modell auf Basis der Plastizitätstheorie beschreiben erstmals Kaufmann, Markić und Bimschas.

## Spannungen, Verdrehbarkeit, Traglast
Die Tragwirkung beruht darauf, dass im Gelenkhals die Festigkeit des Betons aufgrund dreiachsiger Druckbeanspruchung wesentlich höher ist als bei einachsiger Druckbeanspruchung, wo eine Querdehnung möglich ist. So erlaubt der Eurocode 2 für übliche Betongelenksabmessungen Normalspannungen, die in etwa dem Doppelten der einaxialen Druckfestigkeit entsprechen.
Während der Gelenkhals unbewehrt sein kann, benötigen die Gelenkköpfe aufgrund der senkrecht zur Normalkraft auftretenden Spaltzugkräfte eine entsprechende Bewehrung.

## Bekannte Brücken
Betongelenke werden in Deutschland insbesondere bei Brücken bis 15 Meter Stützweite angewendet.
Bekannte Großbrücken mit Betongelenken sind unter anderem
- das Hardturmviadukt in Zürich,
- die Maintalbrücke Gemünden,
- die Elbebrücke Mühlberg,
- die Talbrücke Weißenbrunn am Forst
- die Taminabrücke.